# Солина (гмина)
Солина (пол. Solina) — сельская гмина (волость) в Польше, входит как административная единица в Лесковский повет, Подкарпатское воеводство. Население — 5146 человек (на 2004 год).

## Демография
| Перепись                       | Всего   | Всего | Женщины | Женщины | Мужчины | Мужчины |
| ------------------------------ | ------- | ----- | ------- | ------- | ------- | ------- |
| Единицы                        | человек | %     | человек | %       | человек | %       |
| Население                      | 5146    | 100   | 2543    | 49,4    | 2603    | 50,6    |
| Плотность населения (чел./км²) | 27,9    | 27,9  | 13,8    | 13,8    | 14,1    | 14,1    |

## Сельские округа
1. Солина
2. Явор
3. Поляньчик
4. Березка
5. Мычковце
6. Завуз
7. Бубрка
8. Мычкув
9. Телесница-Ошварова
10. Телесница-Санна
11. Волковыя
12. Буковец
13. Терка

## Соседние гмины

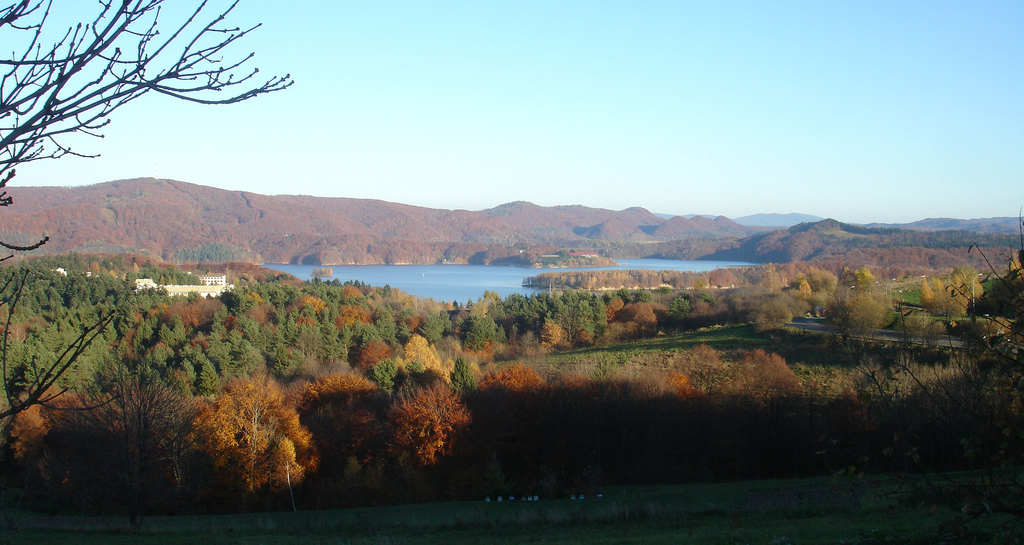
Гмина Солина

1. Гмина Балигруд
2. Гмина Цисна
3. Гмина Чарна
4. Гмина Леско
5. Гмина Ольшаница
6. Гмина Устшики-Дольне